# Compagnie des mines de Vimy-Fresnoy
La Compagnie des mines de Vimy-Fresnoy exploitait la houille dans le Bassin minier du Nord-Pas-de-Calais. La Compagnie en tant que telle est créée le 13 mars 1910, à la suite de la fusion de deux sociétés, une fosse à deux puits est foncée à partir de 1912 au nord de Vimy, le puits no 1 bis, profond de 1 119 mètres est le second du bassin quant à la profondeur. Détruite pendant la guerre, la fosse est reconstruite, mais cesse toute activité en 1924. Les installations de surface sont détruites, mais les puits sont conservés ouverts jusque 2002 afin de surveiller le niveau d'eau dans le bassin minier. Ils sont ensuite serrementés.

## Historique

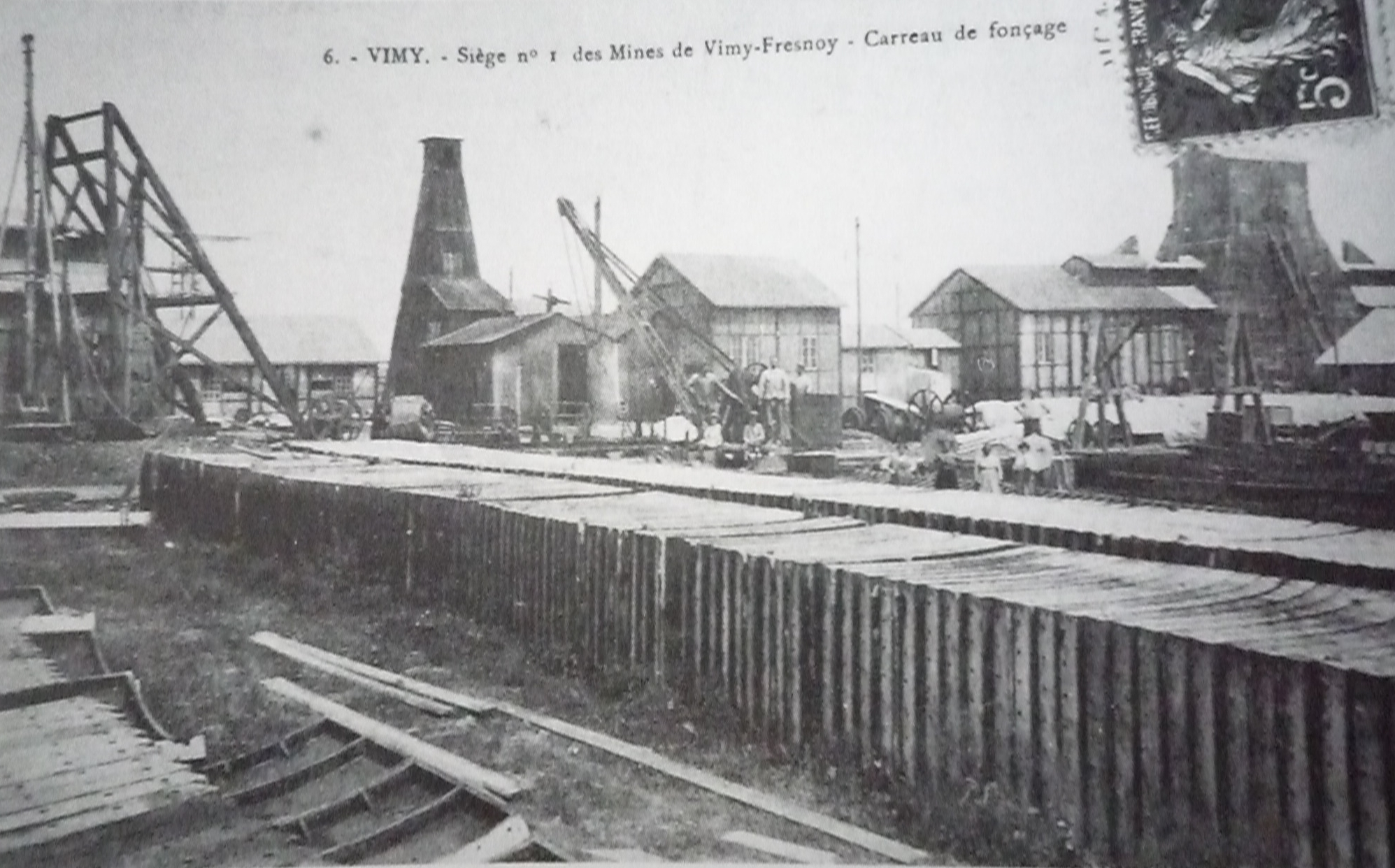
Le début de fonçage en 1912. Un des chevalements de fonçage est en cours d'installation.

La concession de Vimy est créée le 16 juin 1908 et porte sur 1 920 hectares. Elle a été instituée à la suite de sondages effectués par la Société de recherches de la Souchez qui se sont révélés positifs. Le sondage du Petit Vimy a atteint mille mètres de profondeur. Le décret créé également la concession de Fresnoy-en-Gohelle, sur 3 180 hectares, qui est attribuée à la Société des charbonnages de Vimy.
Les deux sociétés fusionnent le 13 mars 1910, et prennent le nom de Compagnie des mines de Vimy-Fresnoy.

## Fosseno1 - 1 bis
50° 22′ 52″ N, 2° 48′ 12″ E Localisation du puits no 1.
50° 22′ 52″ N, 2° 48′ 16″ E Localisation du puits no 1 bis.

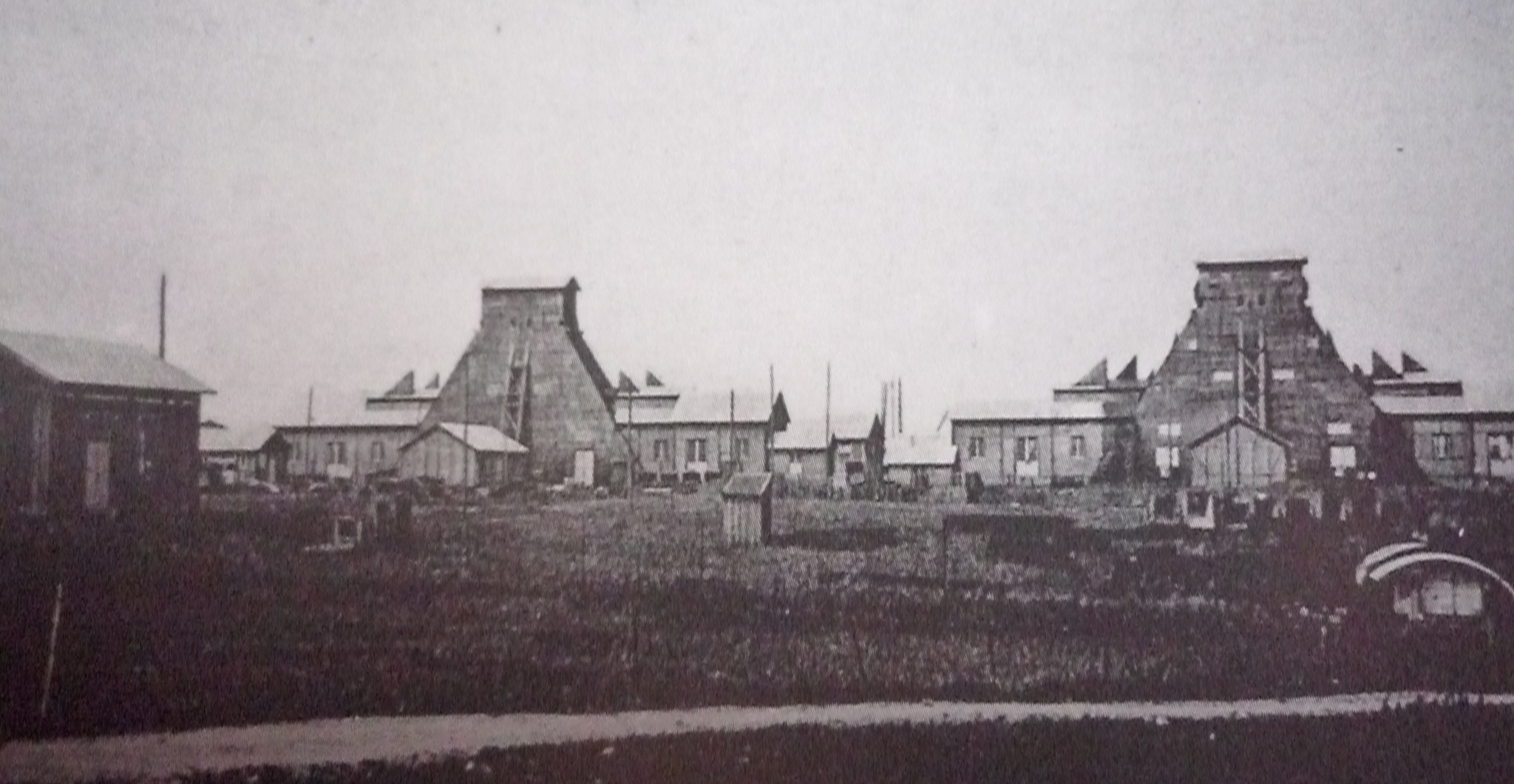
Les chevalements de fonçage.

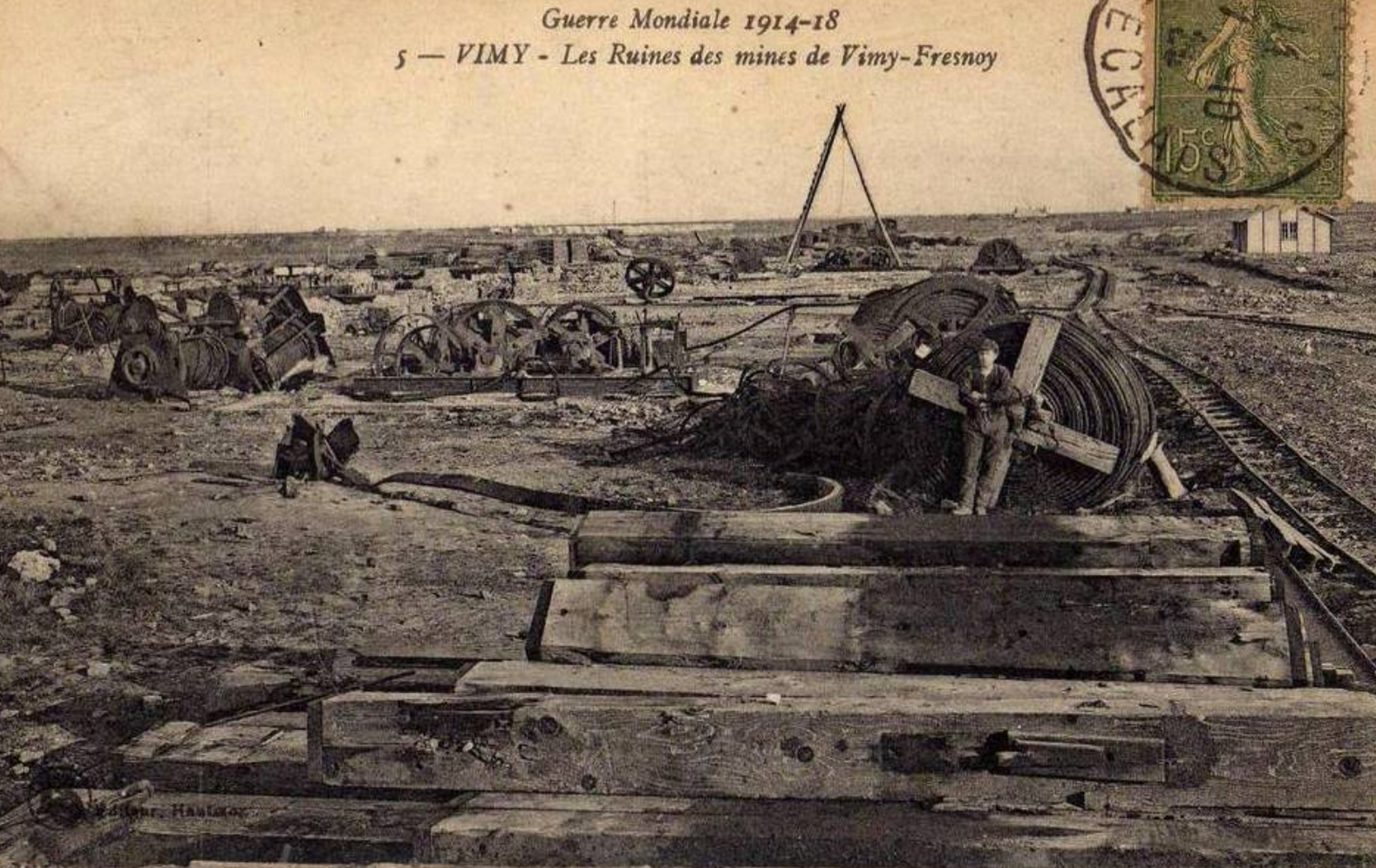
La fosse détruite à cause de la guerre.

Le fonçage de deux puits jumeaux commence en 1912 sous la direction de M. Lafond, au lieu-dit de la Gueule d'Ours à Vimy, au nord de la commune. Le puits no 1 est profond de 549 mètres, le puits no 1 bis de 1 119 mètres, il est alors le second puits le plus profond du bassin minier, derrière le puits no 1 de La Clarence, et ses 1 186 mètres. La fosse est raccordée au réseau ferroviaire grâce à un embranchement qui la relie à la ligne Arras - Dunkerque-Locale, la voie ferrée n'est distante que d'un kilomètre de la fosse.
Lors de la Première Guerre mondiale, les puits sont détruits mais ils sont remis en état à partir de 1919, sous les ordres de Messieurs Lafond et Giraud, directeur des travaux. La fosse cesse toute activité en 1924. La concession est réunie à celle de Vicoigne, Nœux, Drocourt en 1925, par un décret en date du 13 mars.
Lors de la Nationalisation en 1946, la concession de Vimy-Fresnoy est rattachée au Groupe de Liévin par sa proximité (la fosse no 7 - 7 bis est à moins de trois kilomètres au nord de la fosse no 1 - 1 bis). Les installations sont détruites mais les deux puits ne sont pas remblayés. Ils restent ouverts pour surveiller la remontée des eaux dans le bassin. En 2002, les deux puits sont serrementés. Ils sont obturés par un bouchon de béton coulé sur un « ballon » gonflé dans le puits. Ces deux puits sont les derniers à avoir été rendus inaccessibles dans le bassin. L'emplacement des puits est indiqué par des têtes de puits non matérialisées. Ils ne font pas partie des installations surveillées par le BRGM.
Terril no 226A, Fosse no 1 de Vimy
50° 22′ 51″ N, 2° 48′ 19″ E
La fosse possédait un terril qui a été entièrement exploité.